# ツルアジサイ
ツルアジサイ（蔓紫陽花、学名:  Hydrangea petiolaris）は、アジサイ科アジサイ属の落葉つる性木本。和名の由来は、つる性のアジサイの意味である。別名で、ゴトウヅル、ツルデマリ、アジサイヅタ、ウリヅル、ウリツタ、ユキカズラともいう。アジサイの仲間としては珍しく、つる性のアジサイであるところから、アメリカでは Climbing Hydrangea （クライミング・ハイドランジア）とよばれている。アイヌ名はユック・プンカル（「鹿・つる」の意）という。

## 分布と生育環境
日本の北海道、本州、四国、九州、および南千島に分布し、山野の湿った場所で、岩崖や林縁に自生する。林の中で、つるが大きな樹上や岩にからみながら伸びる。

## 特徴
落葉つる性の木本で、幹や枝から気根を出して高木や岩崖に付着し、絡みながら這い登り、高さ5 - 20メートル (m) くらいになる。気根は、もっぱら空中の水分を吸収する働きをする。樹皮は淡褐色から赤褐色で、幹は縦に裂けて剥がれるが、枝は明褐色で皮目は少ない。枝は短枝もよく出る。気根は2年枝から出始める。
葉には長い葉柄がついて枝に対生し、葉身は10 - 15センチメートル (cm) 、幅5 - 10 cmほどある卵円形から広卵形で、先端は尖り、葉脚は浅いハート形か円形である。表面は濃い緑色で裏面はやや淡い緑色。葉縁には細かくて鋭い鋸歯がある。
花期は初夏（6 - 7月ごろ）で。枝の先に白い小花が多数集まった直径20 - 25 cmほどの散房状集散花序をつくる。花姿はガクアジサイに似ており、直径5ミリメートル (mm) ほどのクリーム色をした両性花が多数集まり、そのまわりに白色で3 - 4枚の花弁状の大きな萼片を持つ装飾花が縁どる。花序は密につるの各所に付くので、開花したときには見応えがある。冬になっても装飾花の萼片が、枯れ残っていることもある。果実は9 - 10月の褐色に熟し、種子には翼がある。冬芽は枝先の頂芽は長卵形で大きく、枝に対生する側芽は小さい。芽鱗は4枚あるが見えるのは外側の2枚だけで、その表面は滑らかである。

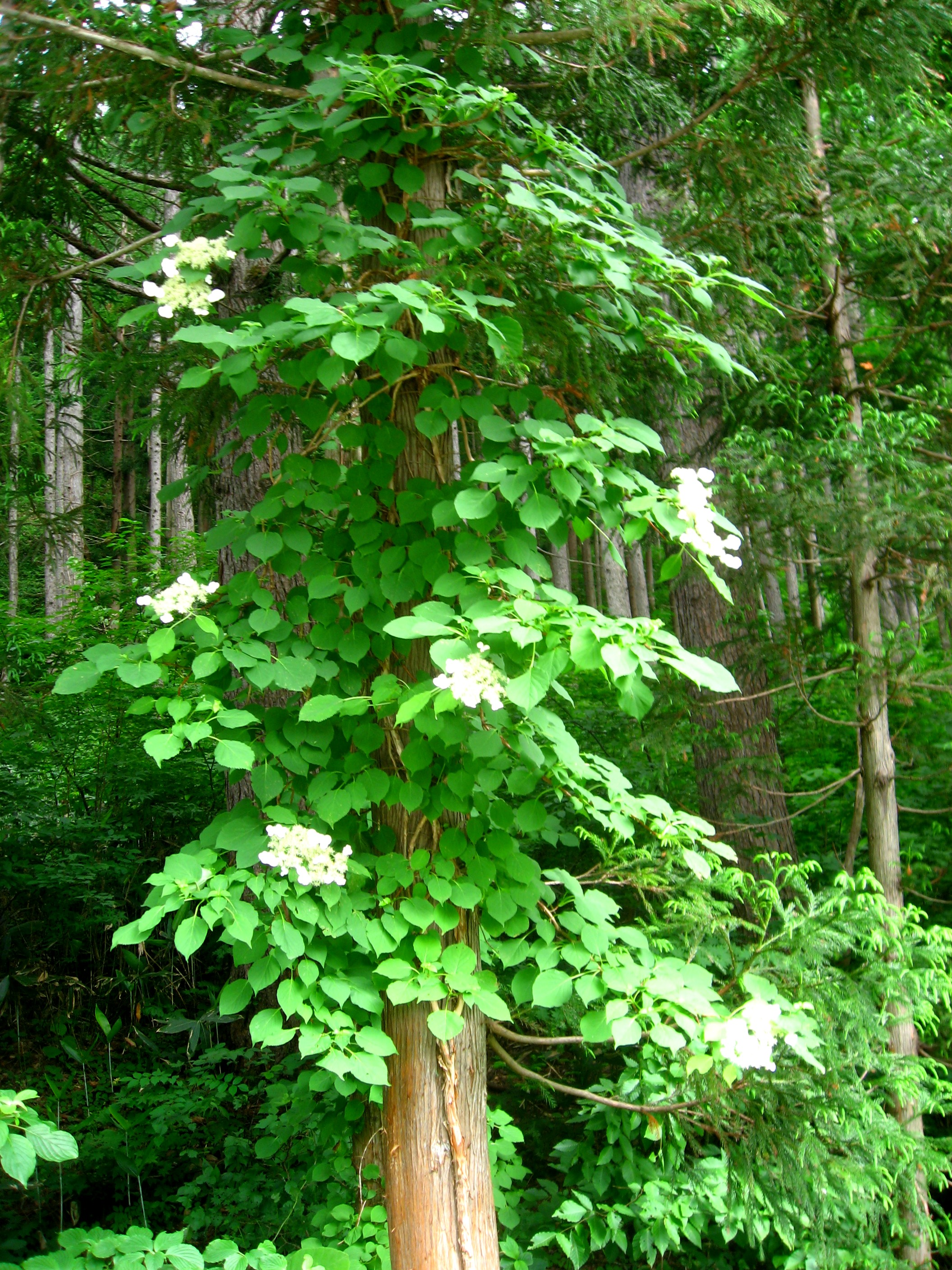
スギに絡みつくツルアジサイ
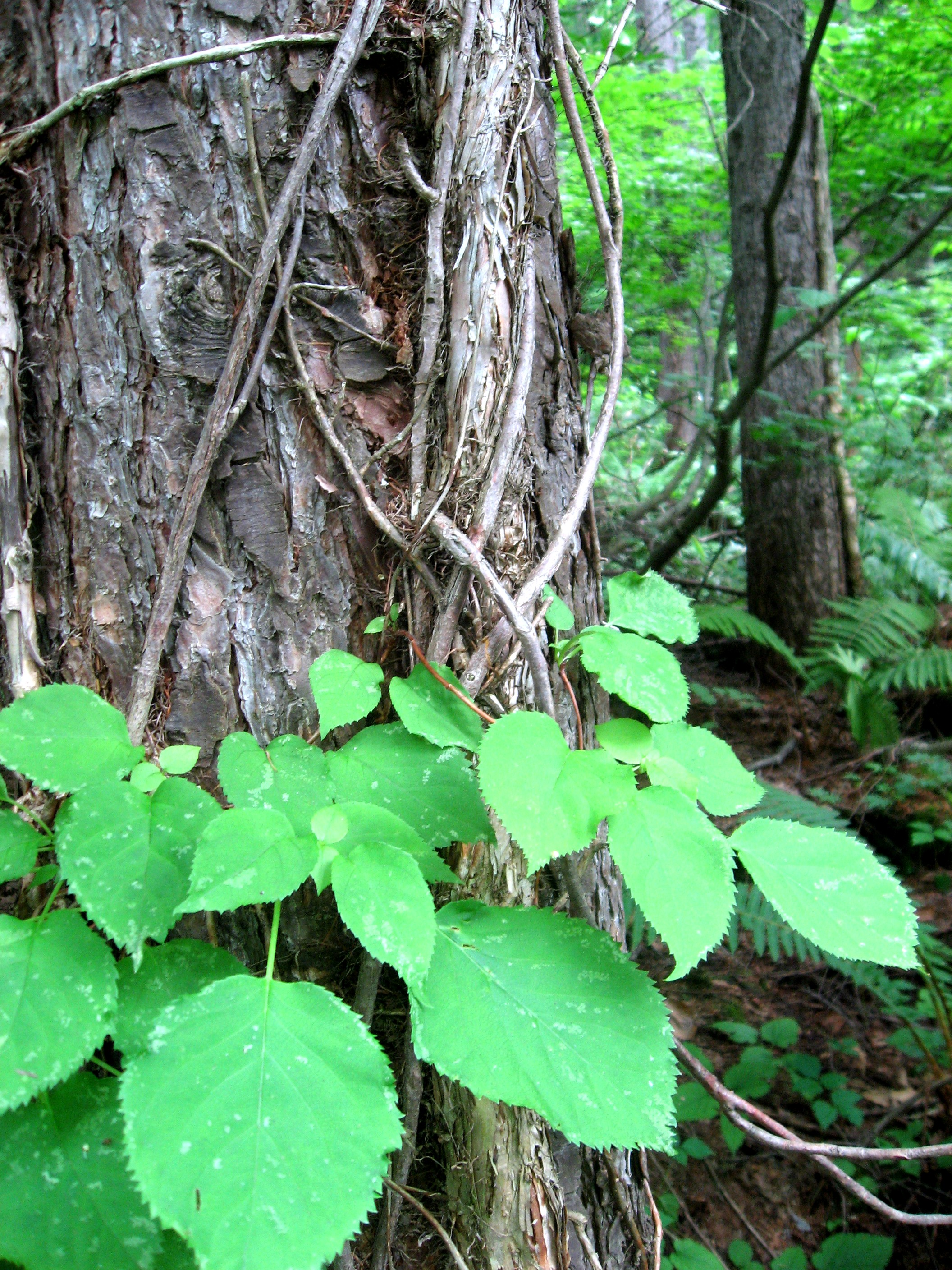
高木を這い登る幹と葉

## 利用
枝のあちこちから萌え出た若芽が食用になり、キュウリに似た爽やかな香りがある。採取時期は暖地が3 - 4月、寒冷地で5 - 6月が適期とされる。灰汁がなく、茹ですぎるとキュウリのような消えてしまうため、熱湯にくぐらす程度にして水にさらし、おひたし、サラダ、和え物、酢の物、煮びたし、炒め物などにする。また、生のまま天ぷらや汁の実にする。
つる性で開花したときの花の見応えがあることから、壁面の装飾に使われる。ノルウェーの首都オスロにあるムンク美術館の中庭に面する壁面がツルアジサイで一面覆われていて、花期には全面が花で埋め尽くされる。

## よく似た植物
姿がよく似ているイワガラミ（アジサイ科）は、ツルアジサイとともに若葉が山菜として食べられる。双方とも蔓になり、アジサイ様の花序が出る点で共通するが、イワガラミは装飾花に発達する萼片が1枚だけである点で見分けられる。また、イワガラミは概して地上を這っているのでこの名がある。
同じようなところに、触れるとかぶれてしまうツタウルシ（ウルシ科）が生えている。間違えやすい有毒植物として知られるが、ツルアジサイやイワガラミは葉が2枚ずつ向き合ってつく対生であるのに対して、ツタウルシでは3枚ずつ出て、葉縁には鋸歯がない全縁である点で見分けられる。

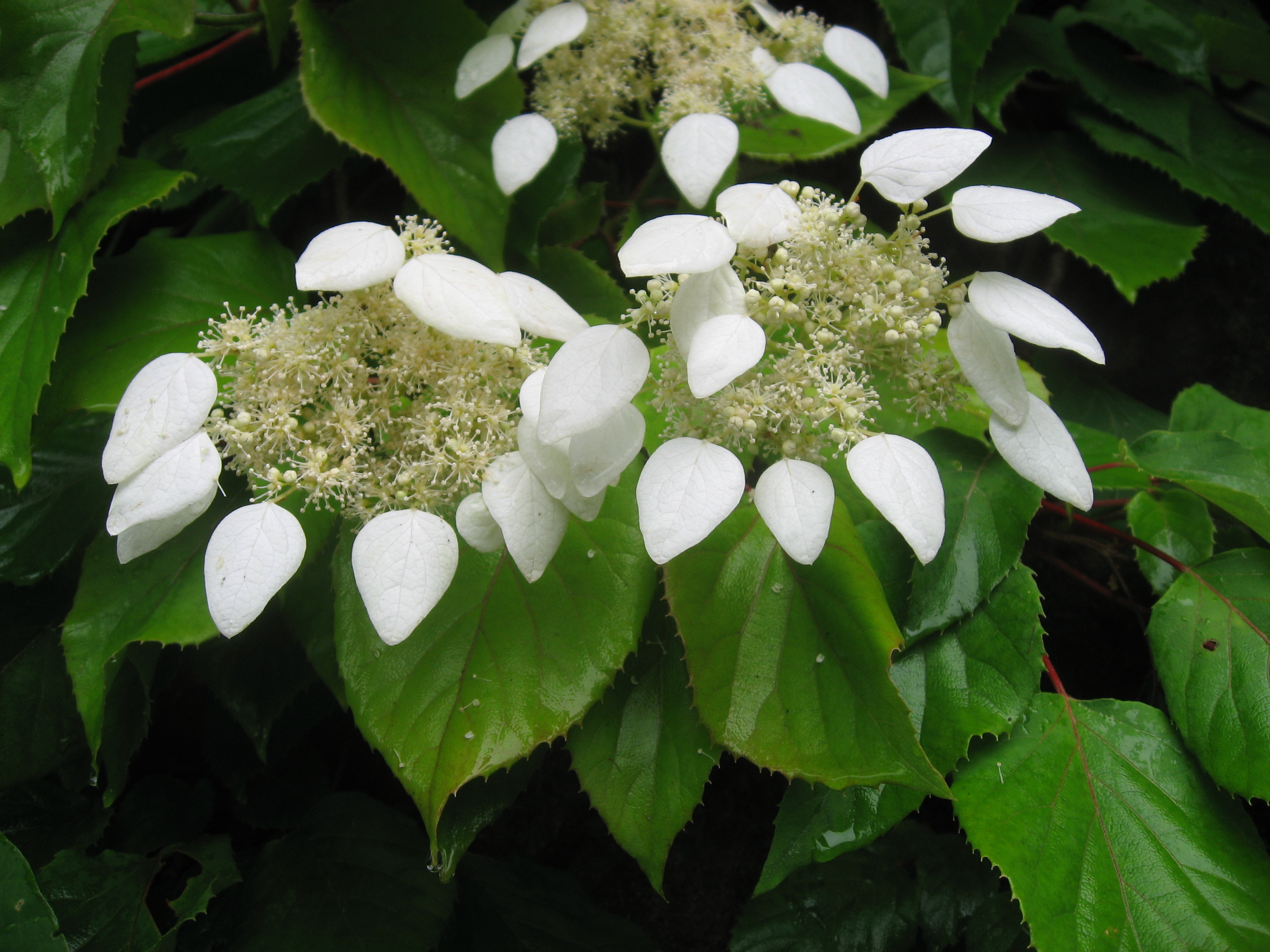
イワガラミ
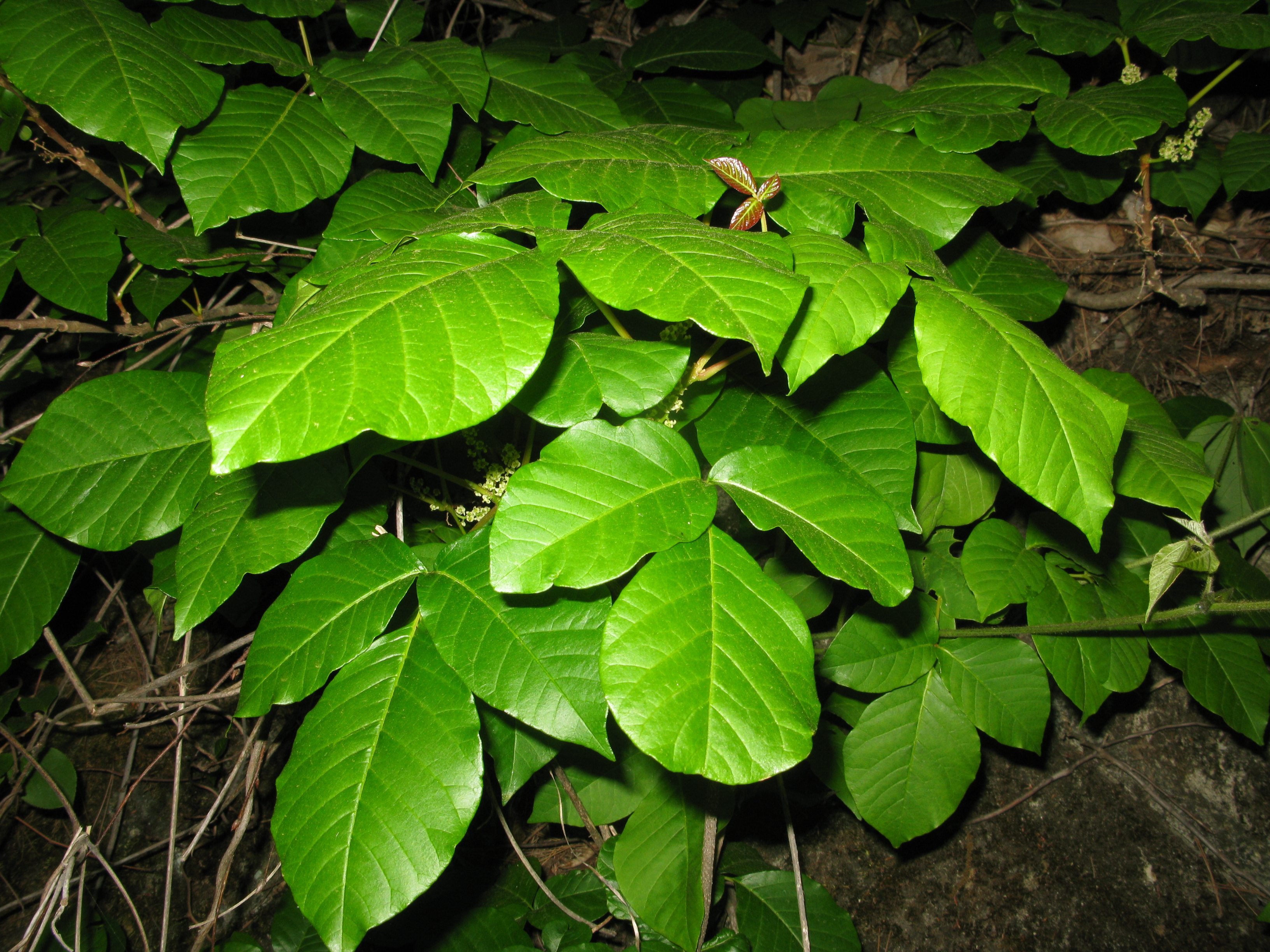
ツタウルシ

## 近縁種
- アジサイ属の一覧